# جلين جنكينز
جلين جنكينز (بالإنجليزية: Glyn Jenkins)‏ هو سياسي أسترالي، ولد في 8 أبريل 1927، وتوفي في 21 أغسطس 2014. انتخب عضو المجلس التشريعي الفيكتوري.